# Verona (musikgrupp)
Verona, bildat 2001, är en tjeckisk musikgrupp som består av sångerskan Markéta Jakšlová samt låtskrivaren och musikern Peter Fider. 
Duon har släppt totalt fem studioalbum och tre samlingsalbum. Bland deras kändaste singlar finns "Ztracená Bloudím"/"If Only You" från 2010. Låtens tillhörande musikvideo hade fler än 5,6 miljoner visningar på Youtube i mars 2013.

## Diskografi

### Studioalbum
- 2002 – Náhodou
- 2003 – Nejsi Sám
- 2005 – Jen Tobě
- 2006 – Girotondo
- 2011 – Den Otevřených Dveří

### Samlingsalbum
- 2003 – Náhodou Nejsi Sám
- 2008 – The Best of Verona
- 2009 – Komplet